# إبراهيم بن عبد الله بن حنين
إبراهيم بن عبد الله بن حنين الهاشمي، أبو إسحاق المدني، مولى العباس بن عبد المطلب.

## أقوالالجرح والتعديل
- قال محمد بن سعد : كان ثقة كثير الحديث.[1]
- قال النسائي : ثقة.[2]
- وثقة ابن حبان.[3]

## شيوخه
حَدث إبراهيم بن عبد الله بن حنين عن كلاً من :-
- عبد الله بن حنين
- علي بن أبي طالب
- أبي مرة مولى عقيل بن أبي طالب
- أبي هريرة

## تلاميذه
حَدث عن إبراهيم بن عبد الله بن حنين كلاً من :-
- إسحاق بن أبي بكر المدني
- إسحاق بن عبد الله بن أبي فروة
- الحارث بن عبد الرحمن بن أبي ذباب
- داود بن قيس الفراء
- زيد بن أسلم
- شريك بن عبد الله بن أبي نمر
- الضحاك بن عثمان الحزامى
- عبد الحكيم بن عبد الله بن أبي فروة
- عبد الحميد بن جعفر الأنصاري
- محمد بن إسحاق بن يسار
- محمد بن عجلان
- محمد بن عمرو بن علقمة
- محمد بن مسلم الزهري
- محمد بن المنكدر
- نافع مولى ابن عمر
- الوليد بن كثير المدني
- يزيد بن أبي حبيب المصري